# 陳具慶
陳具慶（1588年—1649年），字長公，號生洲，直隶大名府元城县民籍，明末清初政治人物。

## 生平
万历三十一年（1603年）癸卯科舉人，天啓二年（1622年）壬戌科进士，吏部观政，六月考选庶吉士，四年正月授翰林院编修，充起居注，六年闰六月充经筵日讲官。七年七月，应天考官原题司经局洗马賀逢聖，但因其是东林党人，寻被削籍为民，主考遂由陈具庆和張士範代替，仍各升翰林院侍读，得沈幾等百四十八名举人。崇祯元年（1628年）被削籍为民。
明亡仕清，清世祖徵召文院珥笔扈从，更定太和、中和、保和三殿號，诸祭封名山大川制诰多出其手。主持顺治三年丙戌科会试，拔取会元兼探花李奭棠，所著有《经世纪年》、《见鐻斋》诸集行世，顺治六年（1649年）终秘书院学士，予祭葬。荫子陈沃心，历任淮安府同知，次子陈诚心，以父荫任吉安府通判。

## 家族
曾祖陳鴻雷，武進士、真定衛鎮撫，累贈中大夫山西右參政。祖陳秉忠，襄城、博平二縣知縣，累贈中大夫山西右參政。父陳廉，癸未進士，山西左布政。前母张氏，累贈淑人；母张氏，累封太夫人。慈侍下。弟善慶（庠生）、嘉慶（庠生）。娶王氏（德安知府王廷俊女），继娶张氏、魏氏。子啓心（沃心）、誠心。